# Dobravica, Radovljica
Dobravica je naselje v Občini Radovljica.